# Marienplatz

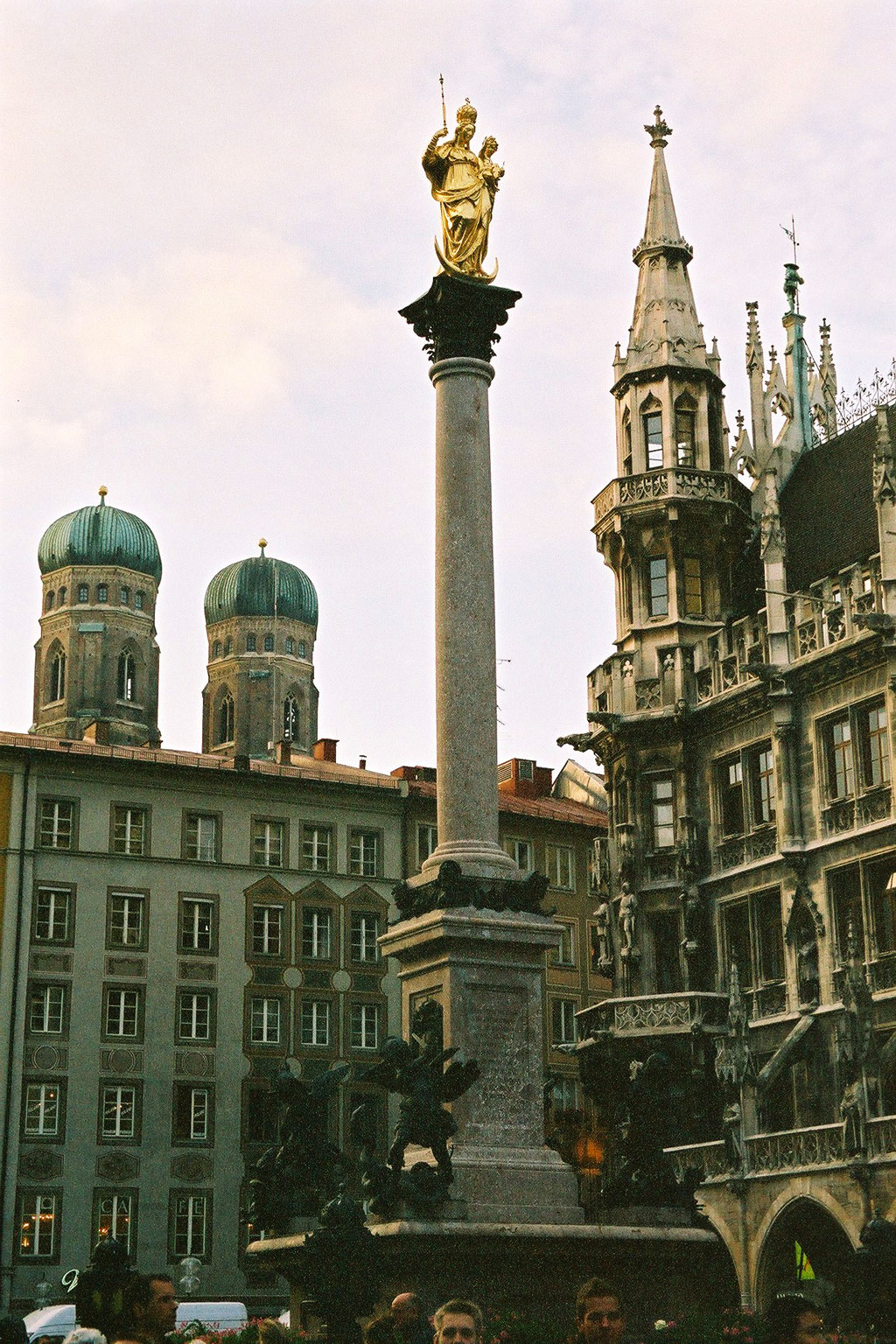
Vue de la Marienplatz et de la colonne Sainte-Marie, avec les dômes de la cathédrale

La Marienplatz (« place Sainte-Marie » en français) est la place la plus célèbre du centre de Munich fondée en 1158. Elle s'appelait à l'origine Schrannen.

## Présentation
On y trouve l'hôtel de ville avec sa tour néogothique et son carillon qui sonne et bouge (des personnages animés représentant une joute, un tournoi de chevaliers et des danseurs) à midi et à 17 h.
L'église de la Marienplatz se trouve à côté du nouvel hôtel de ville. Elle est de style néo-gothique.
Dans les marchés du Moyen Âge, des tournois eurent lieu sur cette place de la ville. Marienplatz fut nommé ainsi d'après une colonne mariale érigée en son centre en 1638 pour célébrer la fin de l'occupation suédoise.
Aujourd'hui, la Marienplatz est dominée par le nouvel hôtel de ville (Neues Rathaus) sur le côté nord. La tour de la nouvelle mairie a été inspirée par ces tournois, et attire des millions de touristes par an. Le Nouvel Hôtel de Ville fut construit entre 1867 et 1909, de style gothique.
Sa façade, de plus de 300 pieds de longueur possède des caractéristiques étonnamment élaborées en pierre. Sa tour de 260 pieds avec son carillon est, avec l'église voisine et les deux tours de la cathédrale, l'une des silhouettes les plus distinctives de la ville.
La zone piétonne entre la place Karlsplatz et la Marienplatz est un quartier très animé avec ses nombreux magasins et restaurants.
La saucisse blanche munichoise (Münchner Weißwurst), est la spécialité culinaire la plus connue de la capitale bavaroise. Elle aurait été créée un 22 février 1857, dans l’auberge Zum ewigen Licht, située sur la Marienplatz, par Sepp Moser, un cuisinier de Munich.

## La colonne Sainte-Marie
La Mariensäule est une colonne mariale située au centre de la Marienplatz. Elle a été érigée en 1638, à la demande du prince-électeur Maximilien Ier de Bavière (électeur), pour célébrer la fin de l'occupation suédoise pendant la guerre de Trente Ans et est surmontée d'une statue dorée de la Vierge Marie sur un croissant de lune. La Mariensäule de Munich a été la première colonne de ce type construit au nord des Alpes et a inspiré l'érection d'autres colonnes Mariale dans cette partie de l'Europe.
Les quatre putti représentés au pied de la colonne luttent contre une bête différente, symbolisant les adversités surmontées de la ville: la guerre représentée par le lion, la peste par le basilic, la faim ou la famine par le dragon et l'hérésie par le serpent

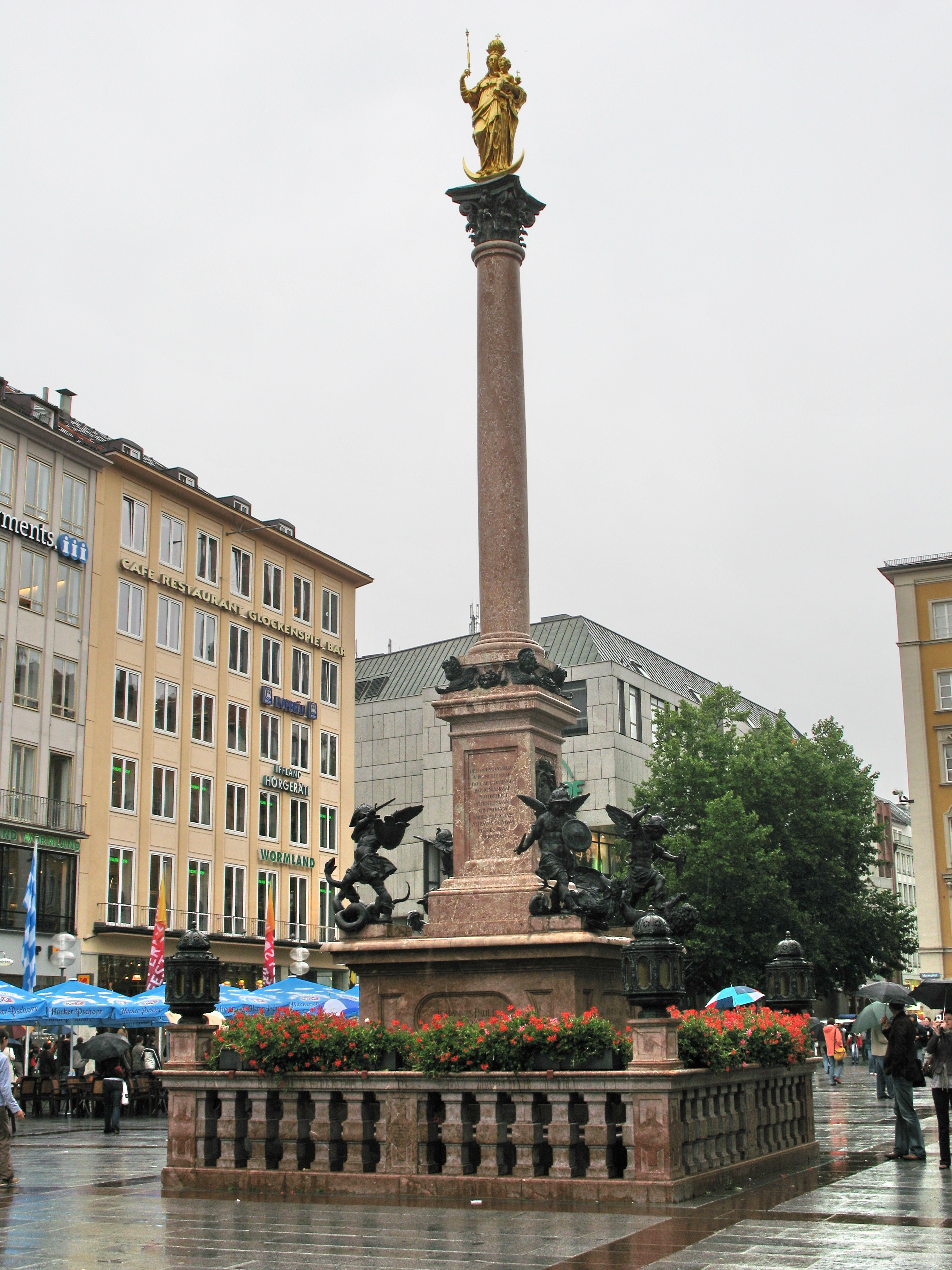
Colonne de la Vierge
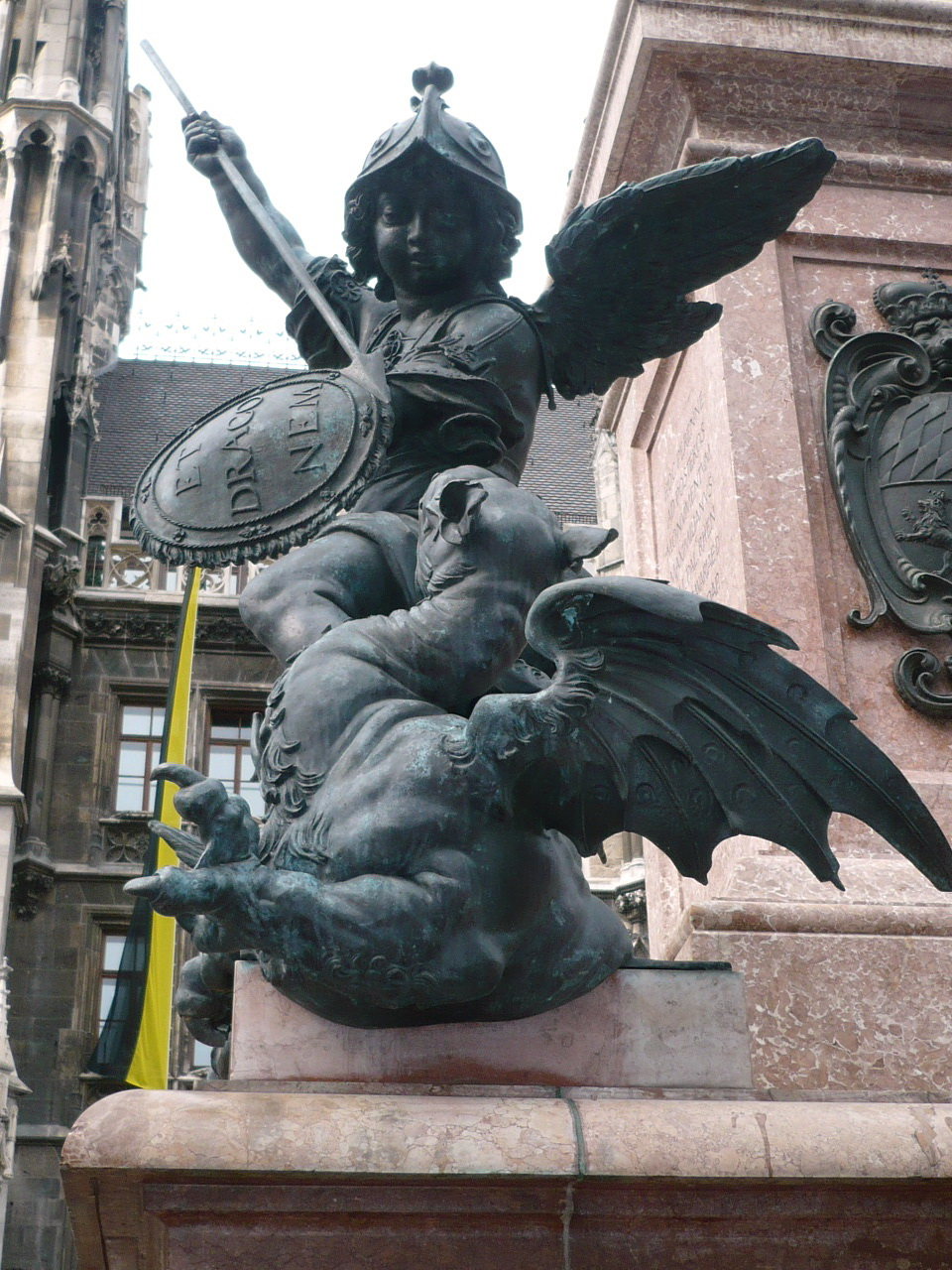
Putto transperçant un dragon (la faim)
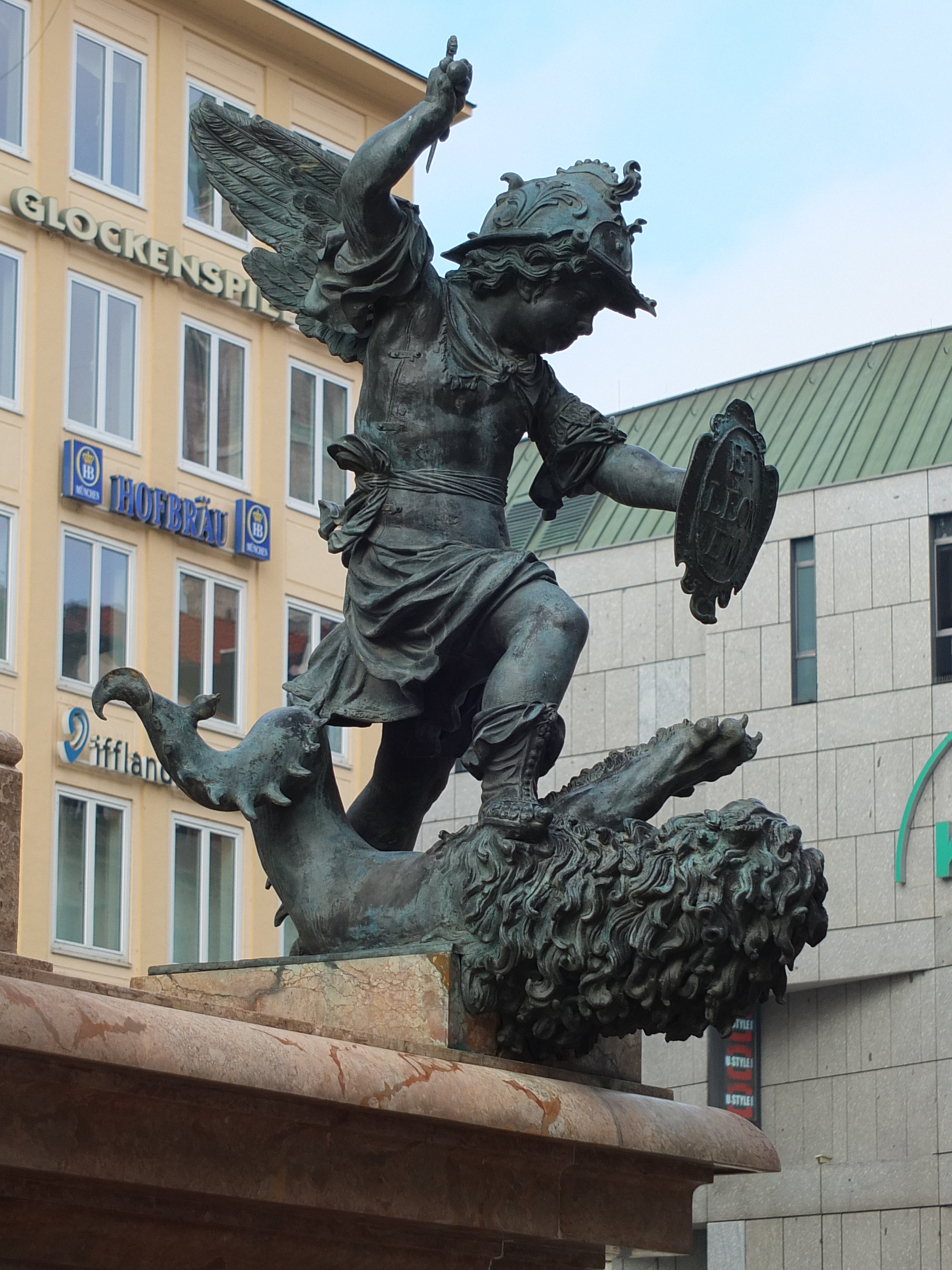
Putto vainqueur du lion (la guerre)
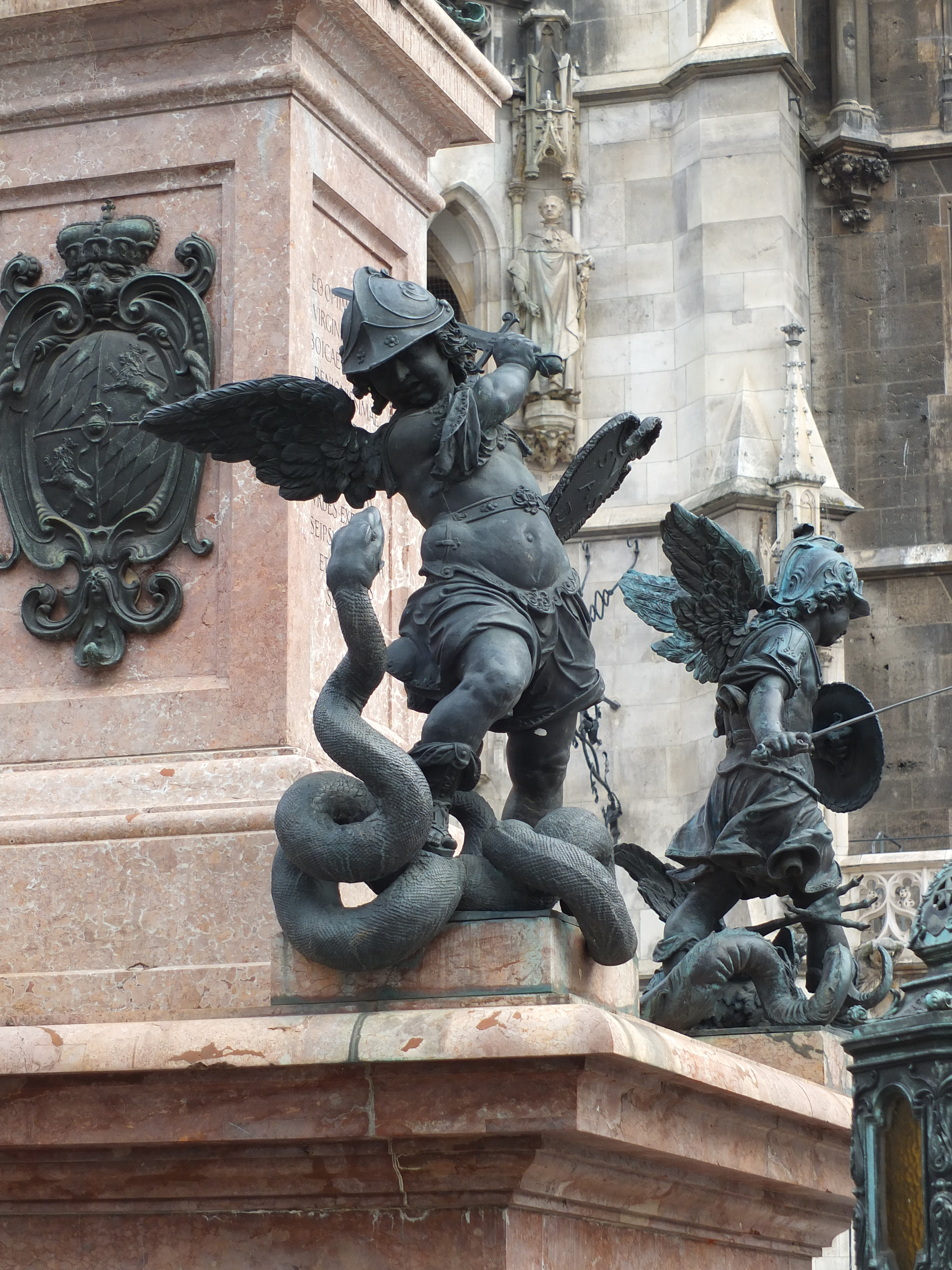
Putto écrasant un serpent (l(hérésie)
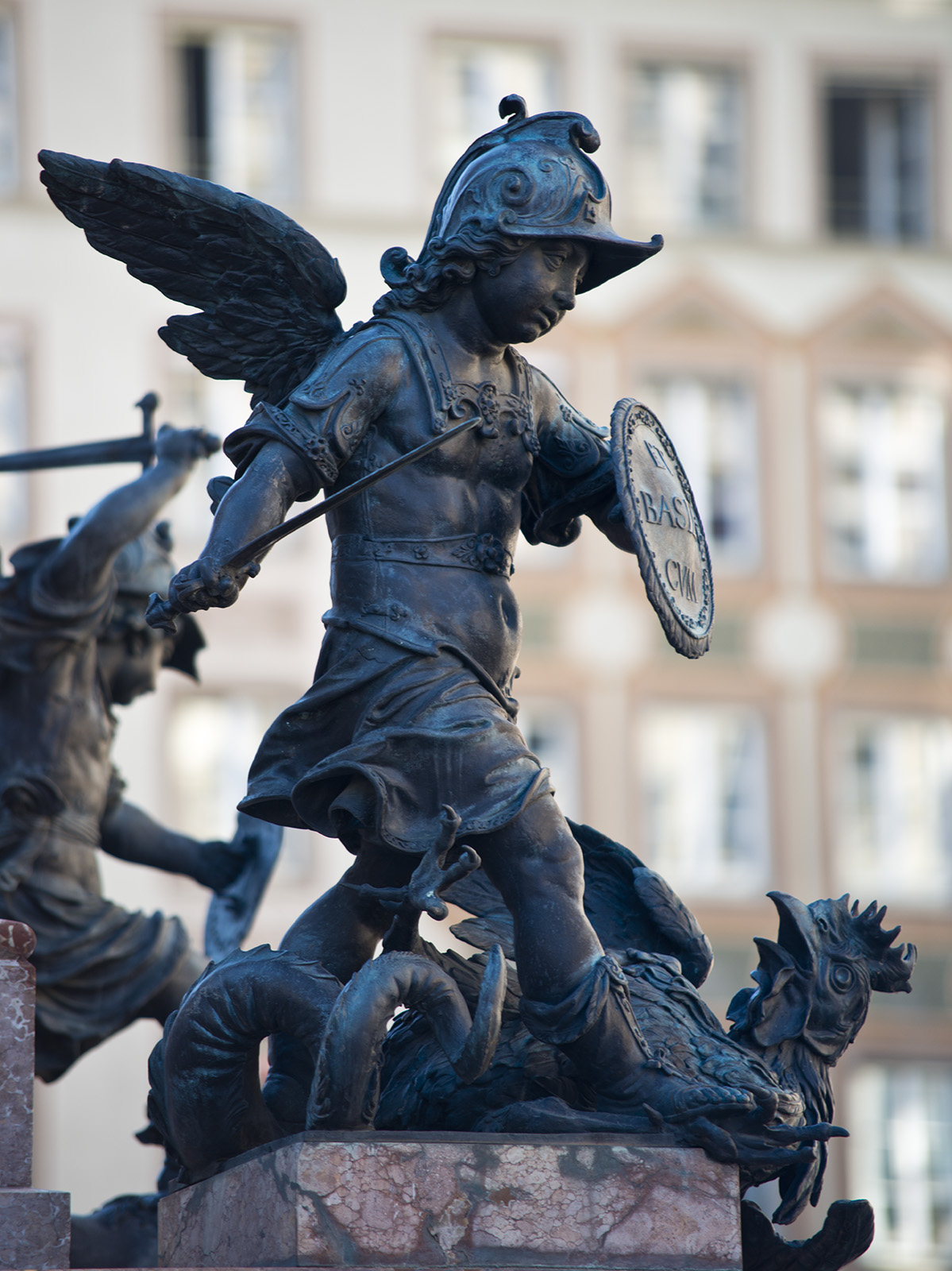
Putto terrassant un basilic (la peste)

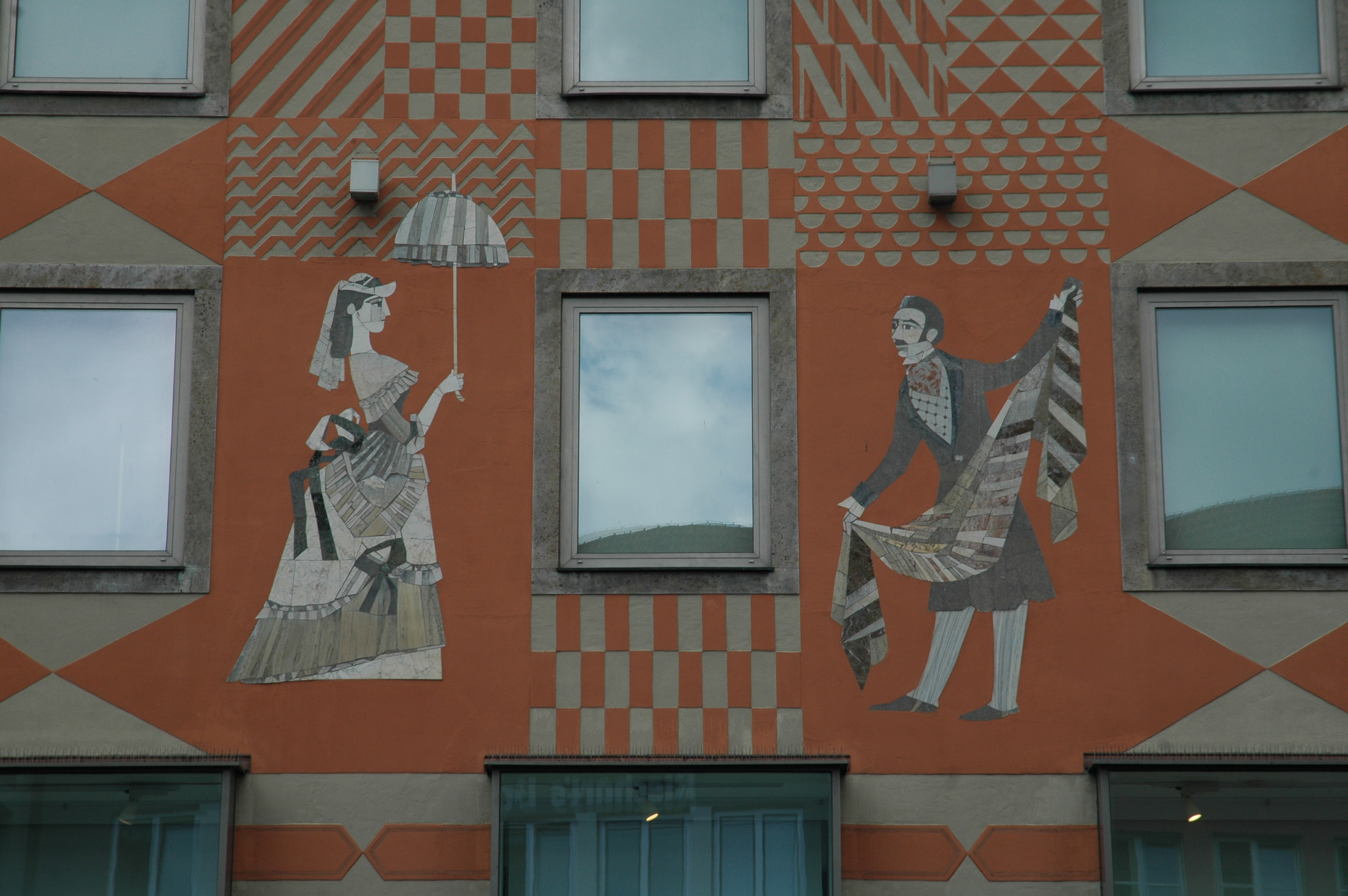
Grand magasin Ludwig Beck